# Nina Ndubuisi
Nina Chioma Ndubuisi (29 de abril de 2004) es una deportista de Alemania que compite en atletismo. Ganó una medalla de oro en el Campeonato Europeo Sub-20 de 2023 y otra de bronce en el Campeonato Europeo Sub-20 de 2021, ambas en la prueba de lanzamiento de peso.